# Antigonos från Karystos
Antigonos från Karystos var en grekisk författare och konstnär, verksam under 200-talet f.Kr.

## Biografi
Antigonos var verksam i Aten samt vid hovet i Pergamon, där han deltog i utförandet av monumentala bronsgrupper till förhärligande av de pergamenska kungarnas segrar över gallerna. Som författare behandlade han natur- och konsthistoriska ämnen och skrev förtjänstfulla biografier över samtida grekiska filosofer. En samling Sällsamma historier (Historion paradoxon synagoge) tillskrivs Antigonos; de utgavs 1877 av Otto Keller i Rerum naturalium scriptores græci.